# 松山正清
松山 正清（まつやま まさきよ, 1958年12月7日 - ）は、ムーヴ体操クラブのクラブ代表であり、発育発達論やチャイルドスポーツ指導法など指導者育成の為の専門教科を教える客員講師としても活動している。

## 経歴
ピープル・エグザススポーツクラブ（現コナミスポーツクラブ）の総支配人を歴任後、独立。現在、体操教室に加え幼稚園とのタイアップによる「体操教室」「サッカー教室」「フリーポート（園内託児）」などを展開中である。「輝く日本の星!～次代の池谷幸雄をつくる～」（TBS系列）をはじめ多くのＴＶ番組に出演。

## 主な出演番組
- 輝く日本の星!（TBS系列）
- 『ぷっ』すま（テレビ朝日系列）
- たかじん胸いっぱい（関西テレビ）
- VOICE（毎日放送）

## 著書
- できたよ!水泳~子どもに大人気のアイデア指導集~（2006-レイシスソフトウェアサービス）
- できたよ!かけっこ~子どもに大人気のアイデア指導集~（2006-レイシスソフトウェアサービス）
- できたよ!ボール運動~子どもに大人気のアイデア指導集~（2006-レイシスソフトウェアサービス）